# Мисюра Федір Миколайович
Фе́дір Микола́йович Мисю́ра (народився 9 травня 1983) — головний сержант Збройних сил України.

## Життєпис
Працював головним спеціалістом в управлінні транспорту і зв'язку виконавчого комітету, Рівненська міська рада.
Мобілізований в серпні 2014-го. В боях за Донецький аеропорт поранений, комісований. У бою 15 січня 2015-го важко поранений, втратив багато крові, лікувався в дніпропетровській лікарні. Переніс кілька операцій, повернувся до Квасилова. За уздоровленням слідкували дружина та 2-річна доця. В березні 2015-го проходив реабілітаційний курс у Трускавці.
У квітні 2015-го прийняв пропозицію голови Рівненської ОДА працювати в обласному управлінні інфраструктури та промисловості.
На виборах до Рівненської обласної ради 2015 року балотувався від Блоку Петра Порошенка «Солідарність». На час виборів проживав у Рівному, був начальником управління інфраструктури та промисловості Рівненської ОДА.

## Нагороди
За особисту мужність і високий професіоналізм, виявлені у захисті державного суверенітету та територіальної цілісності України, вірність військовій присязі, відзначений — нагороджений
- орденом «За мужність» III ступеня (31.7.2015)